# Departamento de Lavalle (kommun i Mendoza)
Departamento de Lavalle är en kommun i Argentina.   Den ligger i provinsen Mendoza, i den centrala delen av landet, 900 km väster om huvudstaden Buenos Aires. Antalet invånare är 32 129. Arean är 10 212 kvadratkilometer.
Terrängen i Departamento de Lavalle är varierad.
Omgivningarna runt Departamento de Lavalle är i huvudsak ett öppet busklandskap. Runt Departamento de Lavalle är det mycket glesbefolkat, med 3 invånare per kvadratkilometer.